# Chytonix subfasciata
Chytonix subfasciata là một loài bướm đêm trong họ Noctuidae.